# Dorna (escultura)
Dorna, é uma escultura criada pelo artista espanhol Xaime Quesada, localizada em Pontevedra (Espanha). É também conhecida como Homenagem ao caminho de peregrinação a Santiago de Compostela e está actualmente na Rua Gorgullón no Caminho Português de Santiago em frente ao centro comercial Vialia.

## História
Em 2001, foi concluída a remodelação da Avenida Uruguai e da margem sul do rio Lérez que o Ministério das Obras Públicas espanhol tinha levado a cabo na cidade.
Como culminação do projecto, foi criada uma grande rotunda na Avenida Uruguai à entrada da Ponte do Burgo e foi decidido instalar um monumento comemorativo da passagem do caminho português de Santiago por este ponto estratégico da cidade.
A escultura foi encomendada ao artista de Ourense Xaime Quesada e foi inaugurada a 20 de agosto de 2001.

## Descrição
A escultura foi concebida para representar a Galiza como uma terra de água, luz e vento. É uma homenagem ao Caminho de Santiago desenhado sob a forma das antigas dornas galegas, a vela desfraldada ao vento.
É uma dorna de ferro fundido, um típico barco de pesca das Rías Baixas, cuja proa aponta para Santiago de Compostela, o destino da rota de peregrinação, com a vela movida pelo vento para criar dinamismo.
A dorna sublinha o carácter marítimo de Pontevedra e a sua relação com o mar e simboliza o peregrino que faz o caminho e a viagem a Santiago de Compostela.
A rotunda para a qual a obra foi concebida tinha uma bacia à volta da escultura de água e era iluminada por um efeito de água tingida. O autor utilizou ferro fundido como material, associando-o à ideia de que a sua autoxidação o torna eterno como o caminho de peregrinação.

## Curiosidades
A parte da Avenida Uruguai onde ficava a rotunda do Burgo foi alvo de uma nova remodelação alguns anos depois de a escultura ter sido instalada, em outubro de 2006. Durante as obras, a rotunda foi removida e alguns dos elementos que compunham a escultura perderam-se, nomeadamente a bacia e a iluminação, pois a escultura tinha sido concebida para repousar sobre uma lâmina de água.

## Galeria de imagens

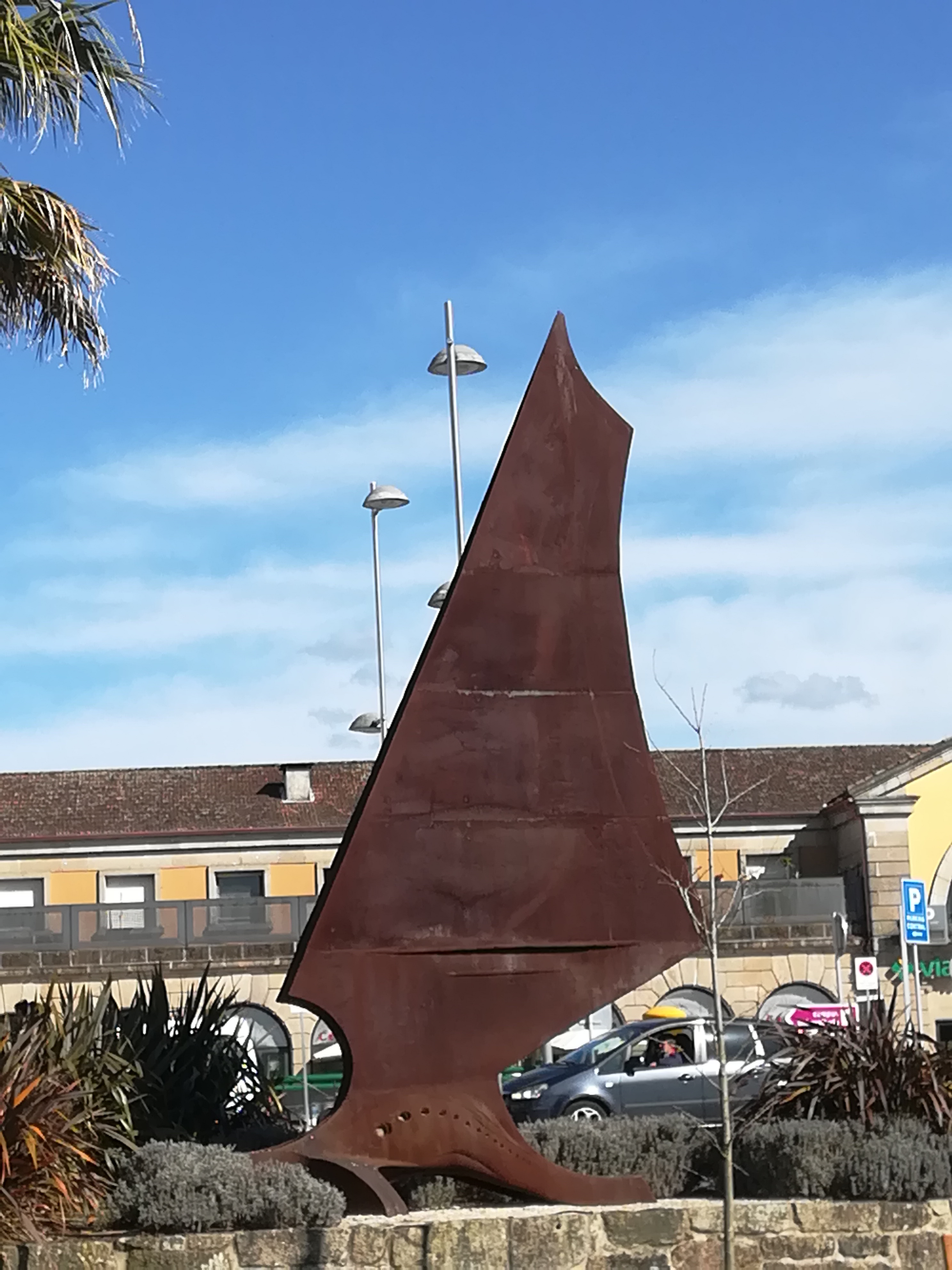
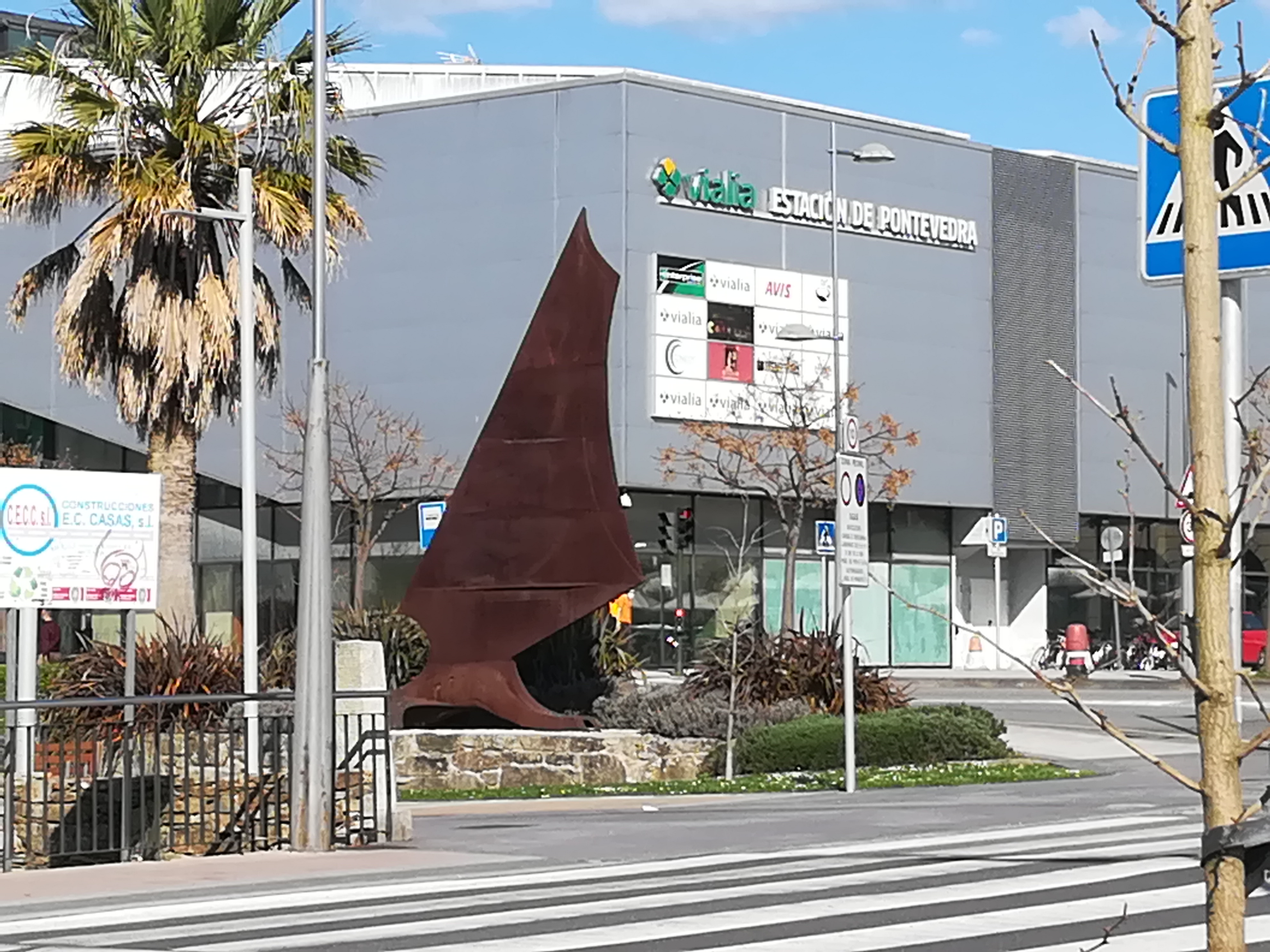
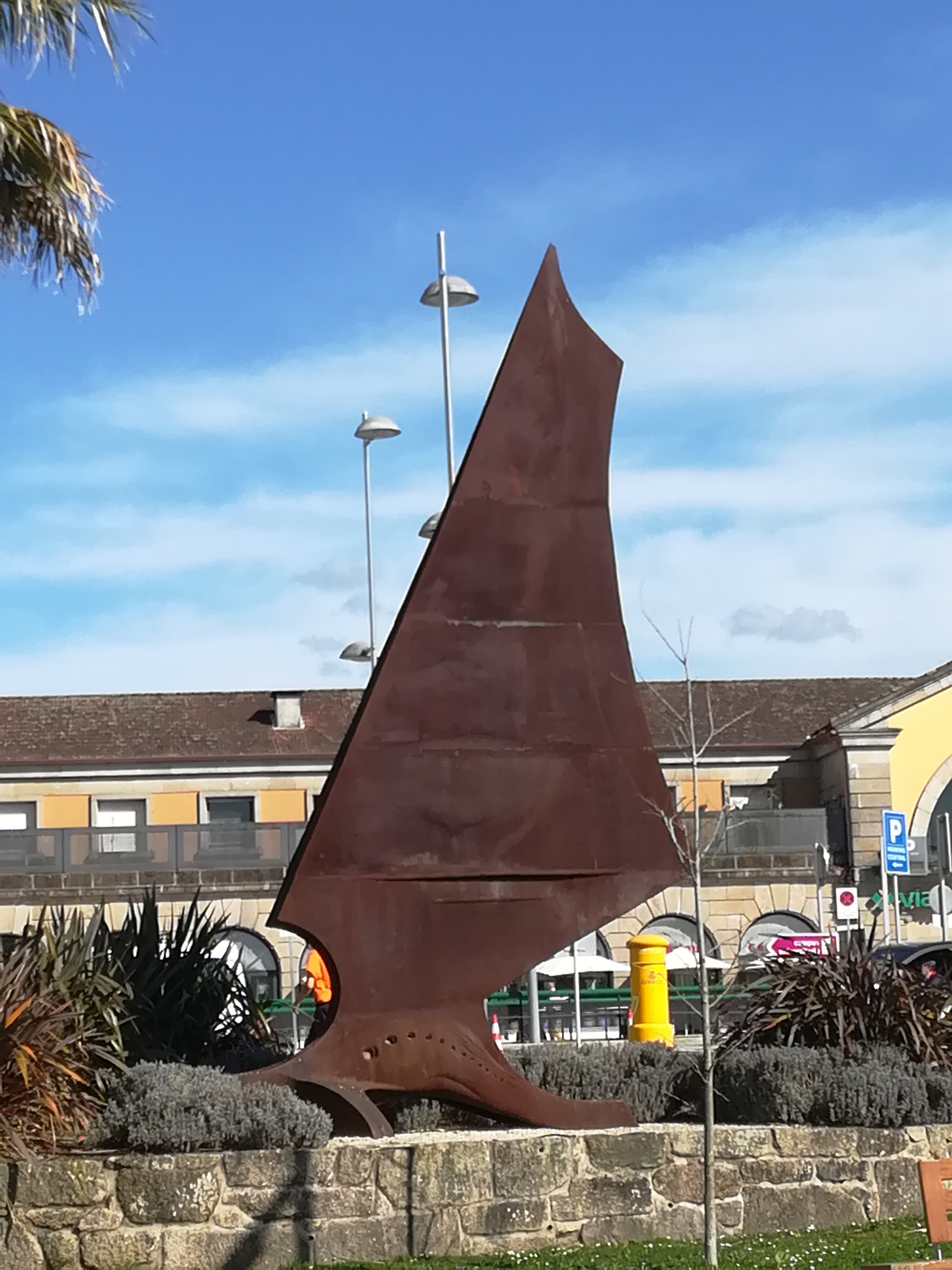
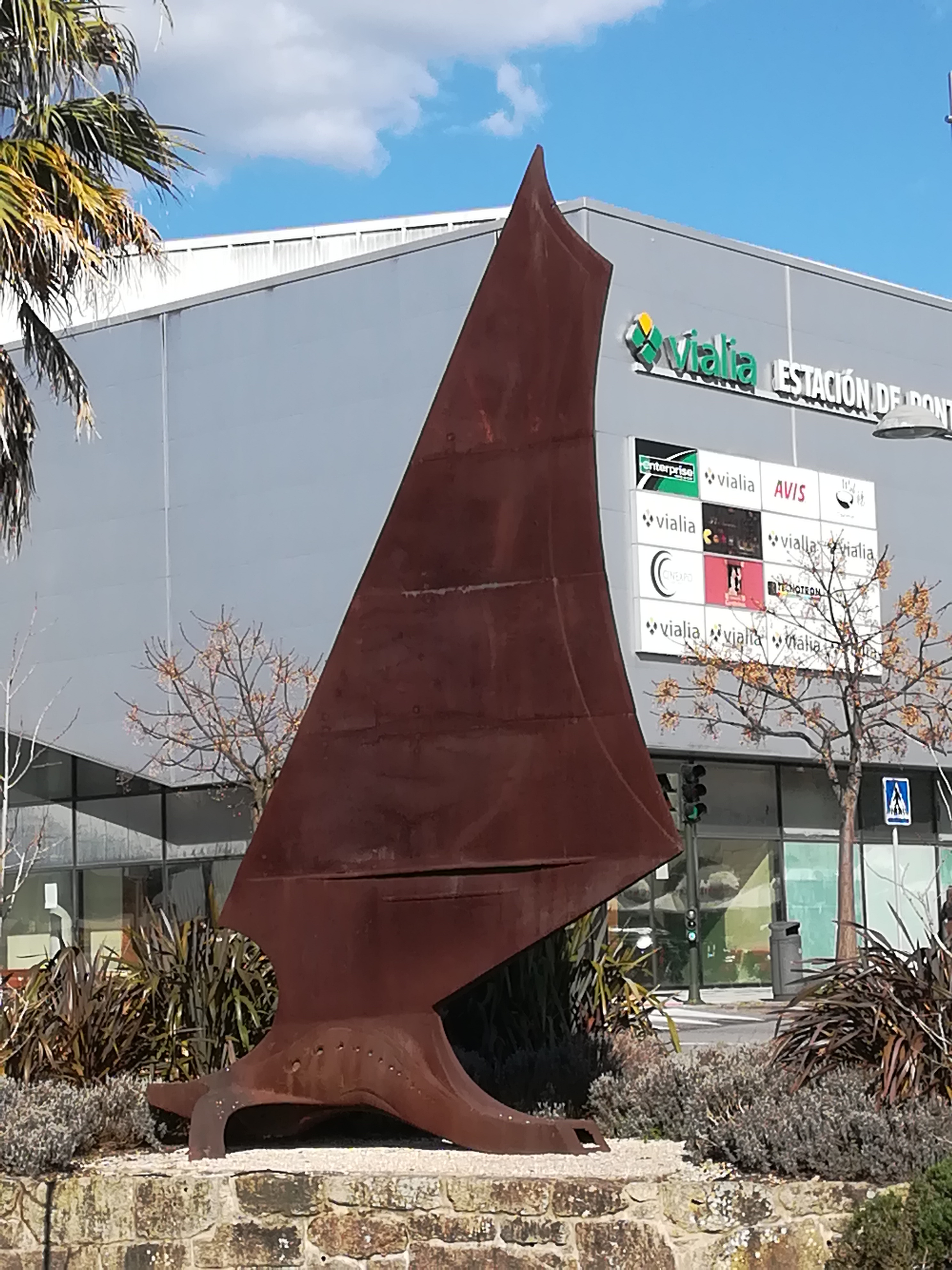
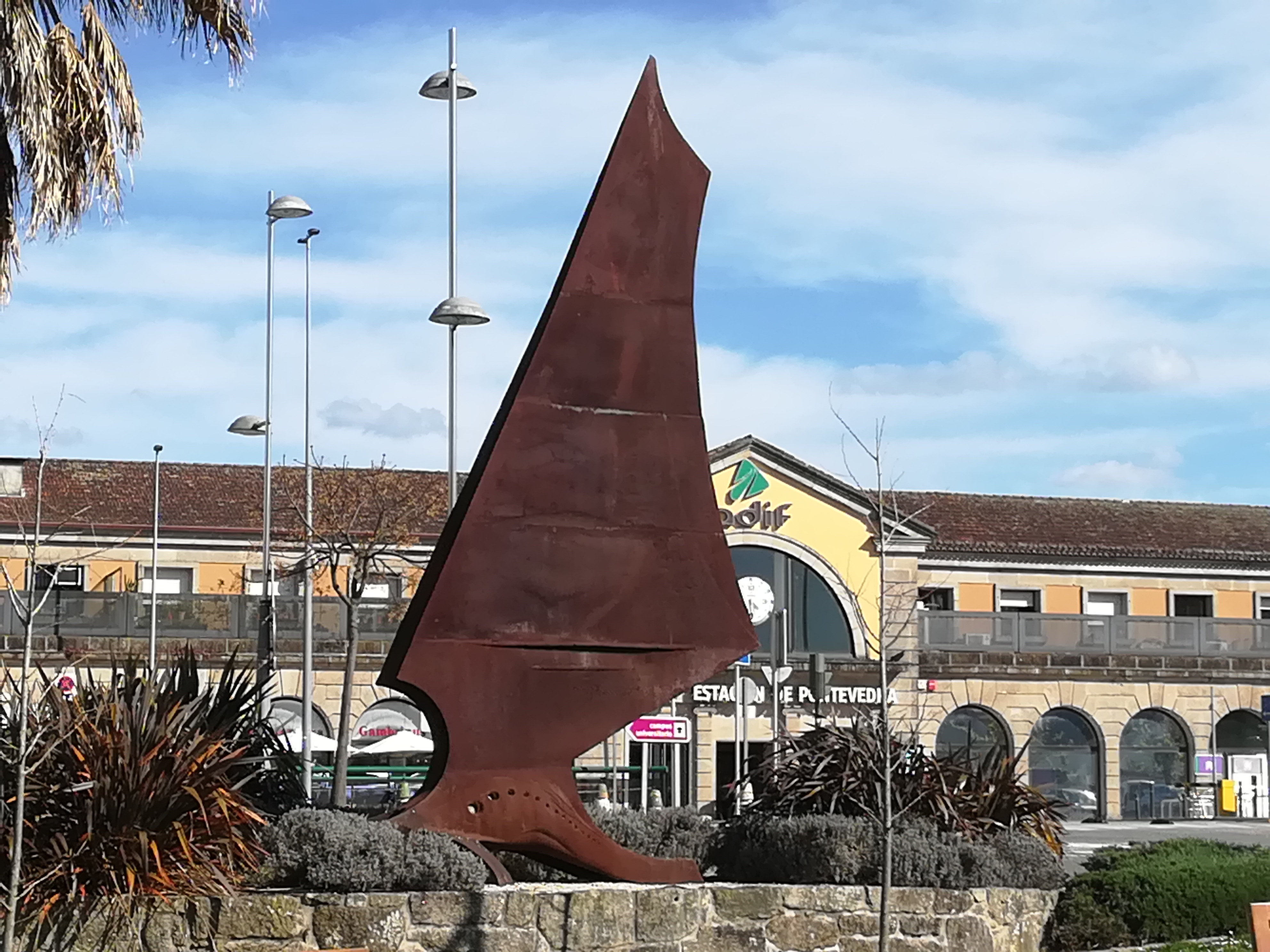